# Chiesa di Santa Maria Maddalena (Sassello)
La chiesa di Santa Maria Maddalena è un luogo di culto cattolico situato nella frazione di Maddalena nel comune di Sassello, in provincia di Savona. La chiesa è sede della parrocchia della Santa Croce e di Santa Maria Maddalena della zona pastorale Savonese della diocesi di Acqui. 

## Storia
Si ha notizia di una cappella esistente nella zona sin dal 1553, anche se un altro documento parla dell'edificazione di una chiesa di Santa Croce e Maria Maddalena nel 1711. La stessa fu ampliata nel 1728. Fu eretta a parrocchia autonoma nel 1924. L'attuale edificio risale al XX secolo, è a navata unica di 25 metri di lunghezza e 12 di larghezza.